# Astronomija u 1943.
◄◄ | ◄ | 1940. | 1941. | 1942. | 1943.  | 1944. | 1945. | 1946. | ► | ►►
Arhitektura • Astronautika • Astronomija • Biologija • Film • Fotografija • Glazba • Kazalište • Kemija • Kiparstvo • Knjige • Književnost • Kršćanstvo • Meteorologija • Medicina • Planinarstvo • Politika • Pravo • Promet • Slikarstvo • Strip • Šport • Televizija • Znanost • Zrakoplovstvo • Željeznički promet
Astronomija u 1943.

## Svijet

### Rođenja
- 21. prosinca − Donald E. Brownlee, američki astronom i astrobiolog

## Vanjske poveznice
|  | Zajednički poslužitelj ima još gradiva o temi Astronomija u 1943. |